# Liste in Belgien vorhandener Dampflokomotiven
Dies ist eine Liste erhaltener Dampflokomotiven auf dem Gebiet von Belgien.
Der größte Teil des belgischen Eisenbahnnetzes wurde in Normalspur errichtet. Andere Spurweiten nahmen in der Dampfära kein größere Rolle ein.

## Normalspur 1435 mm
| Foto                                                                  | Nummer oder Name                                                                   | Bauart / Achsfolge | Hersteller                                        | Fabrik- nr. | Baujahr | Historie | Eigentümer / Betreiber / Strecke            | Standort       | Bemerkungen                                      |
| --------------------------------------------------------------------- | ---------------------------------------------------------------------------------- | ------------------ | ------------------------------------------------- | ----------- | ------- | --- | ------------------------------------------- | -------------- | ------------------------------------------------ |
|                                                                       | Le Belge                                                                           | 1' A 1'            |                                                   |             | 1885    | Hölzernes Replikat | Train World                                 | Schaerbeek     | [ 1 ]                                            |
|                                                                       | Belgische Staatsspoorwegen 'L'Elephant' / 'De Oliphant'                            | 1' B               |                                                   |             |         | Replikat | Train World                                 | Schaerbeek     | [ 2 ]                                            |
|                                                                       | NMBS/SNCB 1.002                                                                    | 2’ C 1’            | Tubize                                            | 2153        | 1934    | | Train World                                 | Schaerbeek     | [ 3 ]                                            |
|                                                                       | NMBS/SNCB 10.018                                                                   | 2’ C 1’ h4         | John Cockerill / Seraing                          | 2819        | 1912    | | Train World                                 | Schaerbeek     | [ 4 ]                                            |
|                                                                       | NMBS/SNCB 12.004                                                                   | 2’ B 1’            | John Cockerill / Seraing                          | 3287        | 1939    | | Train World                                 | Schaerbeek     | [ 5 ]                                            |
|                                                                       | NMBS/SNCB 16.042                                                                   | 2’ B 1’ h2t        | Tubize                                            | 1594        | 1909    | | Train World                                 | Schaerbeek     | [ 6 ]                                            |
|                                                                       | NMBS/SNCB 18.051                                                                   | 2’ B               | St. Leonard                                       | 1405        | 1905    | | Train World                                 | Schaerbeek     | [ 7 ]                                            |
|                                                                       | NMBS/SNCB 29.013                                                                   | 1’ D h2            | Montreal Locomotive Works                         | 74510       | 1945    | | Train World                                 | Depot          | [ 8 ]                                            |
|                                                                       | NMBS/SNCB 41.195                                                                   | C                  | Gilain                                            | 45          | 1910    | | Maldegem                                    | Stoom centrum  | [ 9 ]                                            |
|                                                                       | 5620 / 53.320                                                                      | D t                | Bousseu                                           | 178         | 1904    | | Musee du Chemin de fer a Vapeur             | Treignes       | [ 10 ]                                           |
|                                                                       | NMBS/SNCB 64.045                                                                   | 2’ C               | Henschel & Sohn                                   | 13855       | 1916    | Merte: KED Alt 2445 / 1919 B 6445 / SNCB 64.045 +1967 / 1967 SNCB-Museum |                                             | Steenbrugge    | [ 11 ]                                           |
|                                                                       | NMBS/SNCB 64.169                                                                   | 2’ C               | Henschel & Sohn                                   | 18939       | 1921    | ex CFR 230.084 | Patrimoine Ferroviaire et Touristique       | Saint Ghislain | [ 12 ]                                           |
|                                                                       | 1 Cockerill                                                                        | B n2t              | John Cockerill / Seraing                          | 2643        | 1907    | Ateliers Belges Reunies Tram No. 8 (1) | Stoomtrein Dendermonde-Puurs                | Baasrode       | Dampftramwaykastenlokomotive                     |
|                                                                       | 2 Duvel                                                                            | D h2t              | Henschel & Sohn                                   | 29884       | 1946    | Merte: Hersfelder Kreisbahn, Hersfeld "5" /06.01.1955 Hüttenwerk Ilsede-Peine AG, Abteilung Peiner Walzwerk "IX" → "54" / 1962 Steinkohlenbergwerk Friedrich der Große, Herne "IX" / 1970 EBV - Eschweiler Bergwerksverein, Alsdorf "ANNA 2" / 1990 Belg. Vrienden van de Stoomlokomotiev, Aalst "DUVEL" [B]                                      | Stoomtrein Dendermonde-Puurs                | Baasrode       | [ 14 ]                                           |
|                                                                       | 3 Wase Kleiputter                                                                  | C t                | Haine-Saint-Pierre                                | 1327        | 1922    | ex MV Scheedees van Kerchove 3 | Stoomtrein Dendermonde-Puurs                | Baasrode       | Alternative Angabe: Haine-Saint-Pierre 1378/1922 |
|                                                                       | 4 Helena                                                                           | C t                | Tubize                                            | 2069        | 1927    | ex Hoboken Overpelt (MHO) | Stoomtrein Dendermonde-Puurs                | Baasrode       | [ 16 ]                                           |
|                                                                       | 5 Jojo                                                                             | B n2t              | John Cockerill / Seraing                          | 975         | 1875    | ex Pacience & Bonjoc mine Tram No. 4 | Stoomtrein Dendermonde-Puurs                | Baasrode       | [ 17 ]                                           |
|                                                                       | 6 Alice                                                                            | B t                | Haine-Saint-Pierre                                |             | 1924    | ex Aisemnont quarries (Dumont Frères) | Stoomtrein Dendermonde-Puurs                | Baasrode       | [ 18 ]                                           |
|                                                                       | 7 Taty                                                                             | D t                | Haine-Saint-Pierre                                |             | 1906    | | Stoomtrein Dendermonde-Puurs                | Baasrode       | in die Niederlande verkauft                      |
|                                                                       | 8 2334                                                                             | C n2t              | Tubize                                            | 2334        | 1948    | S.A. Carbon du Borinage No. 16 | Stoomtrein Dendermonde-Puurs                | Baasrode       | [ 21 ] [ 22 ]                                    |
|                                                                       | 615                                                                                | D n2t              | John Cockerill / Seraing                          | 509         | 1859    | Nord-Belge "615" → um 1940 verkauft an Kohlemine Monceau Fontaine "MF72" | Stoomtrein Dendermonde-Puurs                | Baasrode       | [ 23 ]                                           |
|                                                                       | 10 3083                                                                            |                    | John Cockerill / Seraing                          | 3083        | 1924    | | Stoomtrein Dendermonde-Puurs                | Baasrode       | [ 22 ]                                           |
|                                                                       | 11 2333                                                                            |                    | Tubize                                            | 2333        | 1948    | | Stoomtrein Dendermonde-Puurs                | Baasrode       | [ 22 ]                                           |
|                                                                       | 52 467                                                                             | 1’ E h2            | Borsig                                            | 15564       | 1942    | Merte: DRB "52 467" / 1949 DR "52 467" "52 8200" / 1993 a / 04.1993 Royal Erlebnisgastronomie GmbH, Aalen, für Ostsächsische Eisenbahnfreunde, Löbau "52 8200"/08.1994 CFV3V, Mariembourg/Belgien "52 8200" (lhw) | Chemin de Fer Touristique de Trois Vallees  | Mariembourg    | [ 24 ] [ 25 ]                                    |
|                                                                       | DR 50 3696-7                                                                       | 1’ E h2            | Krupp                                             | 2059        | 1939    | Merte: DRB "50 193" / 1949 DR "50 193" "50 3696" / 07.1992 Royal Gaststädten-Betriebsgesellschaft, Aalen "50 3696" /01.1994 Chemin de Fer a Vapeur des trois Valles CFV3V, Mariembourg "50 3696" | Chemin de Fer Touristique de Trois Vallees  | Treignes       | [ 26 ]                                           |
|                                                                       | 52 3314                                                                            | 1’ E h2            | Jung                                              | 11325       | 1944    | Merte: DRB "52 3314" / 1945 ÖBB "52 3314" +27.10.1978 → B&B "52.3314" / 1988 Historische Eisenbahn Paderborn HEP "52.3314" / 1992 CFV 3 V [F] "52.3314" | Chemin de Fer Touristique de Trois Vallees  | Treignes       | [ 27 ] [ 28 ]                                    |
|                                                                       | NMBS/SNCB 26.101                                                                   | 1’ E h2            | Krauss-Maffei                                     | 16691       | 1943    | DRB 52 3554 → 3.12.1948 → ČSD; 01.02.1951 → MPS, ´52 → TЭ-3554; ´63 → PKP Ty2-3554, xx.06.1992 → Patrimoine Ferroviaire Touristique als SNCB 26.101 | Toeristisch Spoorpatrimonium                | Saint Ghislain | [ 29 ] [ 28 ]                                    |
|                                                                       | PKP Ty2-7173                                                                       | 1’ E h2            | WLF                                               | 16626       | 1943    | Merte: DRB "52 7173" / 194x PKP "Ty 2-7173" +23.07.1984 / 1990 Museumsbahn Nene Valley Railroad [GB] "Ty 2-7173" (11.1990, 1996) |                                             | Oostmalle      | [ 30 ] [ 31 ]                                    |
| 2011-09-25 steam loc ex DB 64.250 in Marienburg (Belgium)             | DB 64 250                                                                          | 1’ C 1’ t          | Henschel & Sohn                                   | 22178       | 1933    | Merte: DRG 64 250 / DB 064 250-4 +23.09.1970 / 197x Fa.Berg, Schrotthandel, Konstanz / 1987 CFV3V, Mariembourg [B] | Chemin de fer à vapeur des 3 vallées        | Treignes       | [ 32 ]                                           |
| StoomlocTreignes1                                                     | NE 61                                                                              | C t                | SACM                                              | 8098        | 1952    | Merte: Acieries de Hagendange / 19xx → Chemin de Fer a Vapeur des trois Vallees, Mariembourg (04.1995 vh) | Chemin de fer à vapeur des 3 vallées        | Mariembourg    | [ 33 ]                                           |
| CFV3V-158-20100525                                                    | 158 ELNA 5                                                                         | 1’ C t             | Henschel & Sohn                                   | 24917       | 1940    | Merte: Teutoburger Wald-Eisenbahn "154" → "158" / 1954 Kleinbahn Kaldenkirchen–Brügge "158" +1971 / 1973 Stoomtram Goes-Borsele "7" [NL] / 1983 Museumseisenbahn CFV3V - Chemin de Fer a Vapeur des trois Vallees, Mariembourg "156" | Chemin de fer à vapeur des 3 vallées        | Mariembourg    | [ 34 ]                                           |
| CFV3V-AD05-20170829                                                   | AD 05                                                                              | C t                | Tubize                                            | 2007        | 1926    | Kohlemine Waterschei bis 1980, CFV3V seit 1980 | Chemin de fer à vapeur des 3 vallées        | Mariembourg    | [ 35 ]                                           |
| CFV3V-TKt48-87-Locomotief Mariembourg²                                | Tkt-48 78                                                                          | 1’ D 1’ t          | Stalina                                           |             | 1952    | CFV3V seit 1994 | Chemin de fer à vapeur des 3 vallées        | Mariembourg    | [ 36 ]                                           |
| Musée de Treignes - Chemin de Fer à Vapeur des Trois Vallées Dsc08720 | Charbonnage Monceau Fontaine No. MF 73                                             | C n2t              | UMH: Ateliers Métalurgiques du Hannuit / Couillet | 1755        | 1922    | Kohlemine Monceau Fontaine 1922–1975 CFV3V seit 1976 | Chemin de fer à vapeur des 3 vallées        | Treignes       | [ 37 ]                                           |
|                                                                       | MF 62                                                                              | B n2t              | Baldwin                                           | 44883       | 1916    | Kohlemine Monceau Fontaine von 1916 bis 1926, Type 50 NMBS von 1926 bis 1980 → Kohlemine Monceau Fontaine CFV3V seit 1980 | Chemin de fer à vapeur des 3 vallées        | Treignes       | [ 38 ]                                           |
| SA01 - Treignes - 2018-09-22                                          | SA 01                                                                              | C t                | Anglo Franco Belge                                | 2596        | 1945    | SAFEA bis 1978 CFV3V seit 1978 | Chemin de fer à vapeur des 3 vallées        | Mariembourg    | [ 39 ]                                           |
|                                                                       | AD 09                                                                              | D t                | La Meuse                                          | 4672        | 1951    | Kohlemine Waterschei bis 1980 CFV3V seit 1980 Name: Françoise | Chemin de fer à vapeur des 3 vallées        | Treignes       | [ 40 ]                                           |
| CFV3V-DG22-20100718                                                   | DG 22                                                                              | B n2t              | Cockerill                                         | 2851        | 1913    | Ateliers Heuze Malevez & Simon Réunis SA bis 1955 Adhémar Demanet bis 1980 CFV3V seit 1980 Name: Micheline | Chemin de fer à vapeur des 3 vallées        | Treignes       | [ 41 ]                                           |
| CFV3V-808-20100718                                                    | 808                                                                                | C n2t              | Societe St. Leonard                               | 941         | 1894    | NMVB bis 1960 Lijn Groenendaal naar Overijse → CFV3V seit 1983 Name: Louise | Chemin de fer à vapeur des 3 vallées        | Treignes       | [ 42 ]                                           |
| Musée de Treignes - Chemin de Fer à Vapeur des Trois Vallées Dsc08730 | Cokeries d'Anderlues SA CA 04                                                      | C n2t              | Anglo Franco Belge                                |             | 1951    | Koksfabrik Anderlus bis 1980 CFV3V seit 1980 Name: Gaby | Chemin de fer à vapeur des 3 vallées        | Treignes       | [ 43 ]                                           |
|                                                                       | SA 02                                                                              | C t                | Anglo Franco Belge                                | 2590        | 1945    | SAFEA bis 1978 CFV3V seit 1978 | Chemin de fer à vapeur des 3 vallées        | Treignes       | [ 44 ]                                           |
|                                                                       | MF 91                                                                              | D n2t              | UMH / Couillet                                    | 1834        | 1930    | Kohlemine Monceau Fontaine von 1930 bis 1975 CFV3V seit 1975 | Chemin de fer à vapeur des 3 vallées        | Couvin         | [ 45 ]                                           |
| CFV3V-MF33-20100525                                                   | MF 33                                                                              | B n2t              | Haine Saint Pierre                                | 1204        | 1911    | Kohlemine Monceau Fontaine von 1904 bis 1976 CFV3V seit 1976 Trainworld seit 2013 | Chemin de fer à vapeur des 3 vallées        | Brüssel        | [ 46 ]                                           |
|                                                                       | Charbonnages du Bonnier                                                            | B n2t              | Tubize                                            |             |         | |                                             | Waregem        | [ 47 ]                                           |
|                                                                       | MF 32                                                                              | B n2t              | Haine-Saint Pierre                                | 792         | 1904    | Kohlemine Monceau Fontaine von 1904 bis 1980 CFV3V seit 1980 | Chemin de fer à vapeur des 3 vallées        | Treignes       | [ 48 ]                                           |
|                                                                       | Kempense Steenkolenmijnen NV AD 08                                                 | D t                | La Meuse                                          | 4480        | 1950    | | Chemin de fer à vapeur des 3 vallées        | Maldegem       | [ 49 ]                                           |
|                                                                       | SAFEA (Société Anonyme de Fabrication des Engrais Azotés) à Houdeng-Goegnies SA 03 | C n2t              | Tubize                                            | 2002        | 1929    | SAFEA bis 1980 CFV3V seit 1980 | Chemin de fer à vapeur des 3 vallées        |                | [ 50 ]                                           |
|                                                                       | Lindener Hafenbahn 10                                                              | C t                | Krupp                                             | 3113        | 1953    | Hafen Hannover "10" (dort + 1965) → 196x → WLH → 25.04.1968 → Zeche Niederrhein 1/2/5 → 1976 → EF Aschaffenburg → 1978 → EFZ → 1992 → Mbl Eurovapor, Kandern → 1999 → EBG / Klützer Ostsee-Eisenbahn, Klütz → 2003 → EBG, Altenbeken → 200x → Draisinenbahnen Berlin/Brandenburg GmbH & Co. KG, Mittenwalde → 16.09.2015 → PFT asbl / TSP vzw [B] | Patrimoine Ferroviaire et Tourisme workshop | Schaerbeek     | [ 51 ] [ 52 ]                                    |
|                                                                       | Clabecq 01                                                                         |                    |                                                   |             |         | | Chemin de fer à vapeur des 3 vallées        |                | [ 53 ]                                           |
| CFV3V-MF83-20100718                                                   | MF 83                                                                              |                    | La Meuse                                          |             | 1916    | Kohlemine Monceau Fontaine bis 1980 CFV3V bis 2017 | Chemin de fer à vapeur des 3 vallées        |                | [ 50 ]                                           |
| PF84 - Mariembourg - 2018-09-22                                       | PF 84                                                                              | B n2t              |                                                   |             |         | | Chemin de fer à vapeur des 3 vallées        | Mariembourg    | [ 50 ]                                           |
|                                                                       | SNCV-Reihe 15 No. 93                                                               | B n2t              | St. Leonard                                       | 1363        | 1904    | Société Générale Métallurgique d Hoboken 93 → 1981 Toeristische Trein Zolder 1 (Museumsbahn) → 2003 Musee des Transporte de Wallonie | Musee des Transporte de Wallonie            | Lüttich        | [ 54 ]                                           |
|                                                                       | Hunslet Austerity 0-6-0ST WD 196                                                   | C n2t              | Hunslet                                           | 3796        | 1953    | | Chemin de Fer a Vapeur des 3 Vallees        |                | [ 55 ]                                           |
|                                                                       | Cementownia Saturn Tkh 5387                                                        | C t                | Fabryka Lokomotyw, Chrzanow                       | 5387        | 1959    | | Chemin de fer à vapeur des 3 vallées        | Maldegem       | [ 56 ]                                           |
|                                                                       | PKP Ol 49-12                                                                       | 1’ C 1’            | Fablok                                            | 2614        | 1952    | | Maldegem                                    | Stoom centrum  | [ 57 ]                                           |
|                                                                       | Fred                                                                               | B n2t              | Avonside                                          | 1908        | 1925    | | Maldegem                                    | Stoom centrum  | [ 58 ]                                           |
|                                                                       |                                                                                    | B n2t              | Hainaut Coulliet                                  | 1782        | 1920    | Hainaut Coulliet 1782/1920, Bn2t, neu: van de Heuvel Brauerei, Brüssel [B] -> 06.1970 Bar „La locomotive“, Barbencon/B, 1997, 09,1999, Nachtrag: 12.03.2024 vh (aus DSO) | Barbençon                                   |                | [ 59 ]                                           |

## Schmalspurlokomotiven 1151 mm
| Foto | Nummer oder Name | Bauart / Achsfolge | Hersteller             | Fabrik- nr. | Baujahr | Historie                                                   | Eigentümer / Betreiber / Strecke | Standort   | Bemerkungen |
| ---- | ---------------- | ------------------ | ---------------------- | ----------- | ------- | ---------------------------------------------------------- | -------------------------------- | ---------- | ----------- |
|      | Pays De Waes     | 1' A 1'            | Postula & Cie (Renaud) |             | 1842    | Chemin de fer d’Anvers à Gand par Saint-Nicolas et Lokeren | Train World                      | Schaerbeek | [ 60 ]      |

## Meterspurlokomotiven 1000 mm
| Foto | Nummer oder Name                               | Bauart / Achsfolge | Hersteller             | Fabrik- nr. | Baujahr | Historie | Eigentümer / Betreiber / Strecke | Standort | Bemerkungen                  |
| ---- | ---------------------------------------------- | ------------------ | ---------------------- | ----------- | ------- | -------- | -------------------------------- | -------- | ---------------------------- |
|      | SNCV 634                                       | C n2t              | Franco-Belge           | 1971        | 1912    |          |                                  | Blegny   | Dampftramwaykastenlokomotive |
|      | 15                                             | B n2t              | John Cockerill/Seraing | 2837        | 1912    |          |                                  | Blegny   | Dampftramwaykastenlokomotive |
|      | Chemin de Fer départemental Nord Pas de Calais | C n2t              | Courpet Louvet         | 1087        | 1907    |          |                                  | Erezée   | [ 63 ]                       |

## Schmalspurlokomotiven 600 mm
| Foto | Nummer oder Name                              | Bauart / Achsfolge | Hersteller         | Fabrik- nr. | Baujahr | Historie | Eigentümer / Betreiber / Strecke | Standort                       | Bemerkungen                    |
| ---- | --------------------------------------------- | ------------------ | ------------------ | ----------- | ------- | --- | -------------------------------- | ------------------------------ | ------------------------------ |
|      | Ty-5150                                       | C n2t              | Fablok             | 5150        | 1950    | ex PKP Ty-5150 | Pairi Daiza                      | Domaine de Cambron, Brugelette | [ 64 ]                         |
|      | 15                                            | D n2t              | Henschel & Sohn    | 15968       | 1917    | Merte: HFB, Ersatzpark Berlin "1091" / 19xx Krain & Fesser, Katovice [PL] / 07.01.1938 Cukrownia Naklo [PL] (10.1972, /03.10.1985) North Gloucestershire Narrow Gouge Company, Toddington [GB] | Pairi Daiza                      | Domaine de Cambron, Brugelette | Brigadelok                     |
|      |                                               | C n2t              | Henschel & Sohn    | 15862       | 1917    | Merte: KuK Kriegsministerium Wien "426" / 192x Stahlwerk Ferriera Fucino, Avezzano [I] "9" "AQUILA" (192x U Bn2t 750mm) / 19xx Com. Fer. Met., Bruneck (1973 a vh) → Denkmal im Werk / 1999 Privat, R. Bude, Buschhoven [D], für RRR - Rail-Rebecq-Rognon [B] / 05.2012 Tierpark Pairi Daiza, Brugelette (2012 a wegen Kesselschaden), 2014–2016 North Norfolk Railway [GB]: neuer Kessel und U in Cn2t, 07.2016 Wiederinbetriebnahme in Brugelette | Pairi Daiza                      | Domaine de Cambron, Brugelette | ex k.u.k. Heeresrollbahn RIIIc |
|      | S.A. de Beton                                 | B n2t              | J.A.Maffei         | 2842        | 1908    | Merte: Leipziger & Co., Köln, für Kaiser & Schorr, Beilngries / 19xx Denkmal, SNCB-Bf Etterbeek [B] (1997 vh) / 200x Rail Rebecq-Rognon [B] | Rail Rebecq Rognon               |                                | [ 67 ] [ 68 ]                  |
|      | Zellstoff & Paper Fabrication No. 1 "Birland" | B n2t              | Orenstein & Koppel | 11908       | 1929    | Merte: AG für Zellstoff und Papierfabrikation, Werk Stockstadt / 1965 Privat, Helmut Strothjohann, Geisenheim-Johannisberg bei Rüdesheim "DOLLY 1" (02.1967 vh) / 1985 Deutsches Dampflokmuseum DDM, Neuenmarkt-Wirsberg / 1985 Privat, Roland Bude, Buschhoven / 1986 RRR Rail Rebecq-Rognon, Rebecq [B] "BIRLAND" | Rail Rebecq Rognon               |                                | [ 67 ] [ 69 ]                  |
|      | Hulleras de Sabero No. 3 'Olleros'            | C n2t              | Couillet           | 1318        | 1900    | |                                  | Brugelette                     | [ 70 ]                         |
|      | 1625                                          | C t                | Fablok             | 3029        | 1952    | |                                  | Bakkersmolen                   | [ 71 ]                         |
|      | 2 'Adolphe'                                   | 2’ C 1’            | Tubize             | 2177        | 1935    | ex Parkbahn der Weltausstellung Brüssel 1935 | Stoomcentrum Maldegem            | Maldegem                       | [ 72 ]                         |
|      | Stevens & Co 4 'Yvonne'                       | B n2t              | Hanomag            | 4618        | 1906    | Merte: Artur Koppel (Händler), Berlin, für Stevens & Co., Brüssel-Montagnies / 19xx Privat, D. Jans, Kuringen "YVONNE 4" [B] | Stoomcentrum Maldegem            | Maldegem                       | [ 73 ]                         |
|      |                                               | B n2t              | Orenstein & Koppel | 4854        | 1911    | Merte: Wuytack de Grand, Brüssel / 1944 SBB Soc. Belge de Betons, Brüssel / 19xx Stoomcentrum Maddegem [B] (04.1995, 04.1997 vh) | Stoomcentrum Maldegem            | Maldegem                       | [ 74 ]                         |
|      |                                               | B n2t              | Orenstein & Koppel | 3053        | 1908    | Merte: Wuytack de Gand, Belgien / 19xx S. A. de Beton Belges "6" / 19xx Rail Rebecq-Rognon [B] (identisch mit FNr. 4852 ?) | Rail Rebecq Rognon               |                                | [ 75 ]                         |